# Saint-Martin-des-Combes
Pour les articles homonymes, voir Saint-Martin.
Saint-Martin-des-Combes est une commune française située dans le département de la Dordogne, en région Nouvelle-Aquitaine.

## Géographie

### Localisation
Située dans l'aire d'attraction de Bergerac, la commune de Saint-Martin-des-Combes est enserrée entre la route nationale 21 à l'ouest et la route départementale (RD) 21 à l'est.
Le bourg, traversé par la RD 39, est situé, en distances orthodromiques, onze kilomètres au sud-ouest de Vergt et quinze kilomètres au nord-est du centre-ville de Bergerac.

### Communes limitrophes
Saint-Martin-des-Combes est limitrophe de sept autres communes dont Montagnac-la-Crempse à l'ouest par un quadripoint.
| Douville                         | Beauregard-et-Bassac       | Fouleix                |
| Montagnac-la-Crempse, Campsegret | Saint-Martin-des-Combes    |                        |
|                                  | Saint-Georges-de-Montclard | Clermont-de-Beauregard |

### Géologie et relief

#### Géologie
Situé sur la plaque nord du Bassin aquitain et bordé à son extrémité nord-est par une frange du Massif central, le département de la Dordogne présente une grande diversité géologique. Les terrains sont disposés en profondeur en strates régulières, témoins d'une sédimentation sur cette ancienne plate-forme marine. Le département peut ainsi être découpé sur le plan géologique en quatre gradins différenciés selon leur âge géologique. Saint-Martin-des-Combes est située dans le troisième gradin à partir du nord-est, un plateau formé de calcaires hétérogènes du Crétacé.
Les couches affleurantes sur le territoire communal sont constituées de formations superficielles du Quaternaire et de roches sédimentaires datant pour certaines du Cénozoïque, et pour d'autres du Mésozoïque. La formation la plus ancienne, notée c5c, date du Campanien 3, une alternance de marnes à glauconie et de calcaires crayo-marneux jaunâtres. La formation la plus récente, notée CFvs, fait partie des formations superficielles de type colluvions carbonatées de vallons secs : sable limoneux à débris calcaires et argile sableuse à débris. Le descriptif de ces couches est détaillé dans  la feuille « no 806 - Bergerac » de la carte géologique au 1/50 000 de la France métropolitaine, et sa notice associée.

Carte géologique de Saint-Martin-des-Combes.

#### Relief et paysages
Le département de la Dordogne se présente comme un vaste plateau incliné du nord-est (491 m, à la forêt de Vieillecour dans le Nontronnais, à Saint-Pierre-de-Frugie) au sud-ouest (2 m à Lamothe-Montravel). L'altitude minimale, 80 mètres, se trouve localisée à l'extrême sud, là où le ruisseau de Saint-Martin se jette dans le bras occidental du Caudeau. L'altitude maximale avec 205 mètres est située à l'extrême nord-est, entre les lieux-dits le Breuilh et le Theulet,.
Dans le cadre de la Convention européenne du paysage entrée en vigueur en France le 1er juillet 2006, renforcée par la loi du 8 août 2016 pour la reconquête de la biodiversité, de la nature et des paysages, un atlas des paysages de la Dordogne a été élaboré sous maîtrise d’ouvrage de l’État et publié en octobre 2020. Les paysages du département s'organisent en huit unités paysagères,. La commune fait partie du Périgord central, un paysage vallonné, aux horizons limités par de nombreux bois, plus ou moins denses, parsemés de prairies et de petits champs.
La superficie cadastrale de la commune publiée par l'Insee, qui sert de référence dans toutes les statistiques, est de 13,99 km2,,. La superficie géographique, issue de la BD Topo, composante du Référentiel à grande échelle produit par l'IGN, est quant à elle de 14,04 km2.

### Hydrographie

#### Réseau hydrographique
La commune est située dans le bassin de la Dordogne au sein du Bassin Adour-Garonne. Elle est drainée par le Caudeau, le Cousin, le Saint-Martin, Les Carbonnières et par un petit cours d'eau, qui constituent un réseau hydrographique de plus de 14 km de longueur totale,.
Le Caudeau, d'une longueur totale de 38,47 km, prend sa source dans la commune de Veyrines-de-Vergt et se jette dans la Dordogne en rive droite à Bergerac, juste en aval du barrage de Bergerac. Il arrose le sud-est de la commune sur près de 700 mètres dont plus de 300 mètres servent de limite naturelle, face à Clermont-de-Beauregard.
Son affluent de rive droite le Saint-Martin prend sa source dans le nord-ouest du territoire communal qu'elle traverse en direction du sud-est sur près de quatre kilomètres dont plus d'un kilomètre marque la limite avec Saint-Georges-de-Montclard.
Le Cousin, affluent de rive droite du Saint-Martin, prend sa source au nord du territoire communal qu'il baigne sur deux kilomètres et demi ; leur confluence s'effectue au nord du bourg.
Autre affluent de rive droite du Caudeau, le ruisseau des Carbonnières borde la commune à l'est sur plus de deux kilomètres, face à Clermont-de-Beauregard.

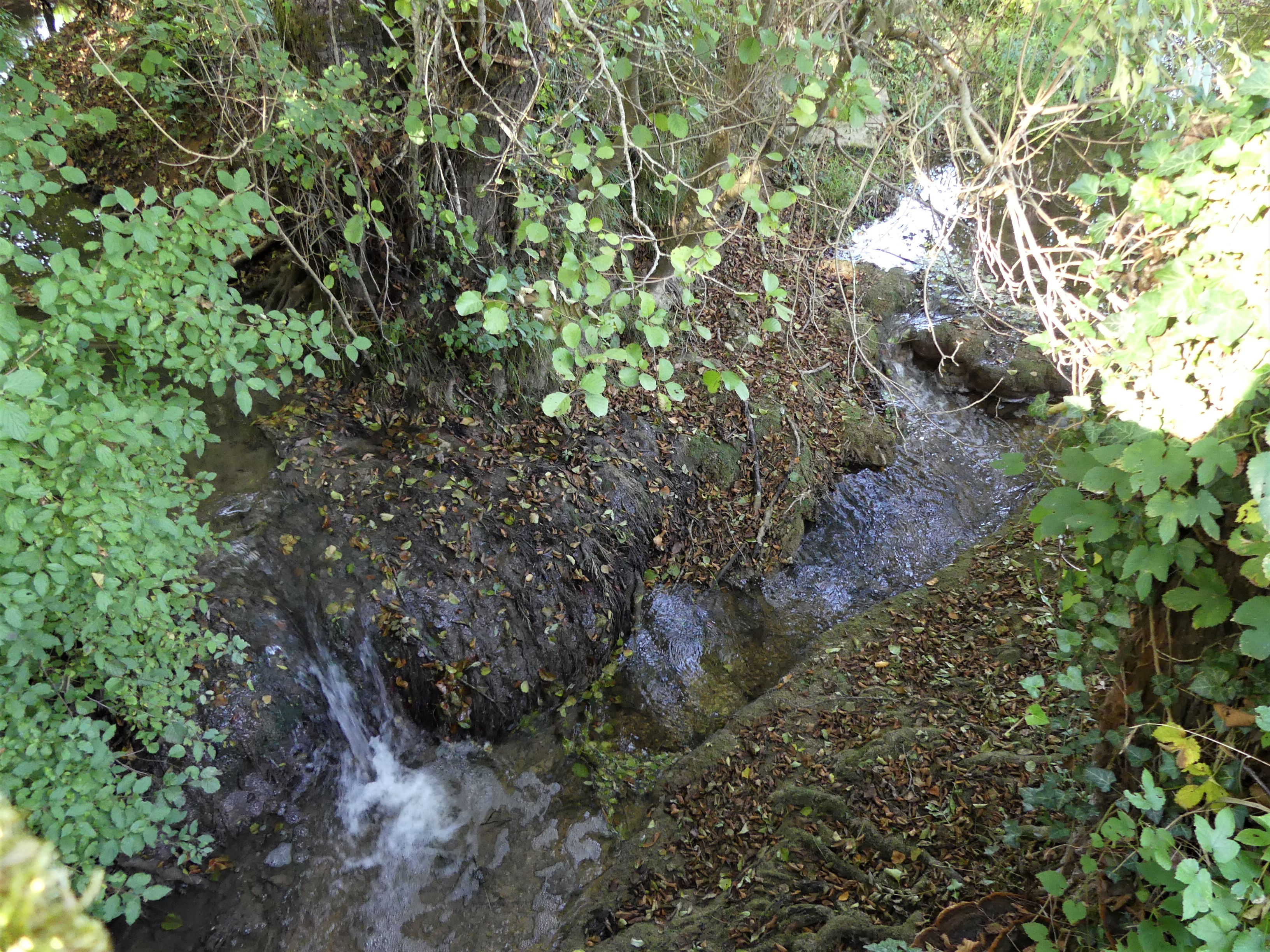
Le ruisseau de Saint-Martin (en bas à gauche) se jette dans le Caudeau (venant de la droite), en limite de Saint-Georges-de-Montclard et de Saint-Martin-des-Combes.
Réseaux hydrographique et routier de Saint-Martin-des-Combes.
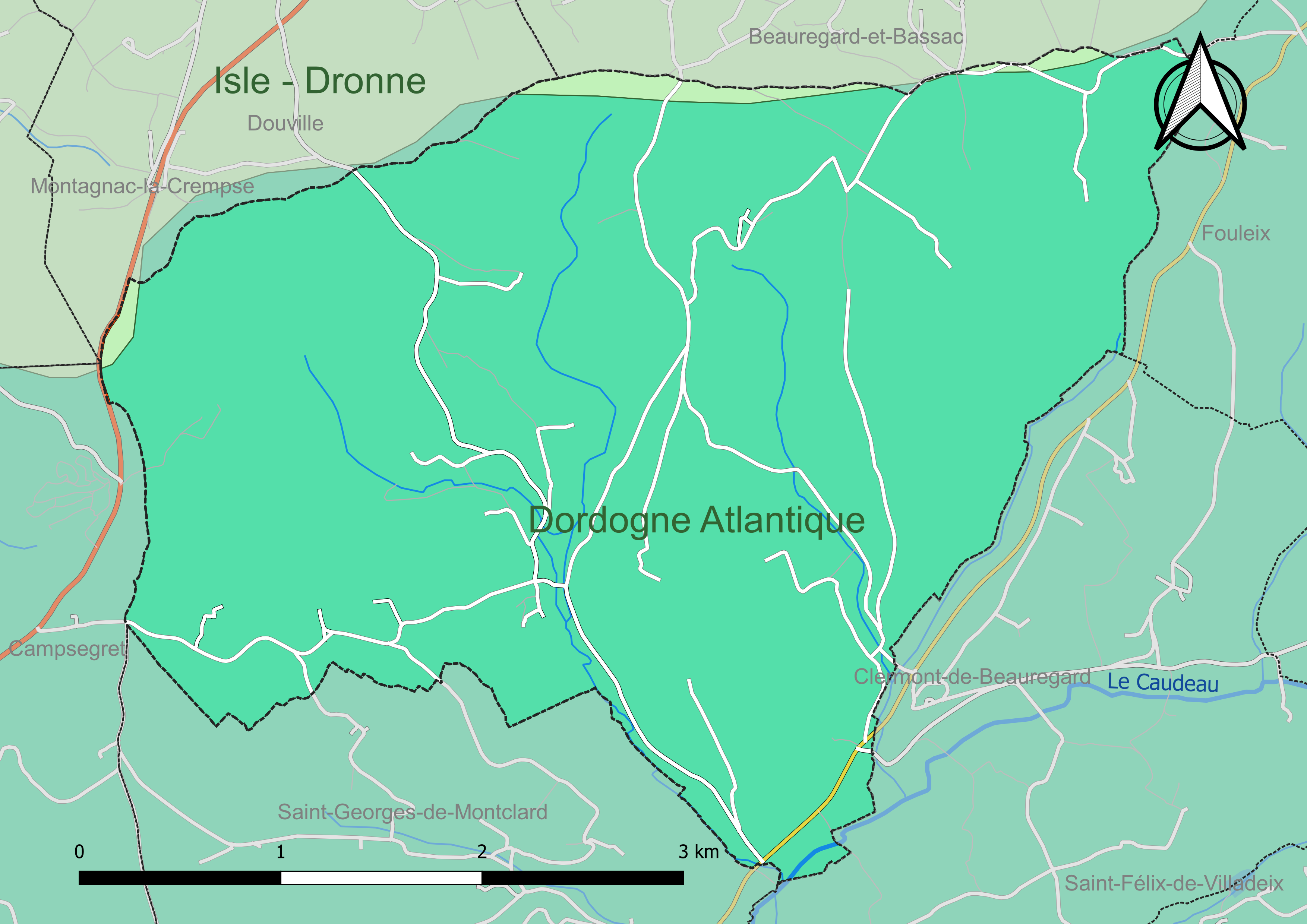
Carte des schémas d'aménagement et de gestion des eaux (SAGE) couvrant le territoire communal de Saint-Martin-des-Combes.

#### Gestion et qualité des eaux
Le territoire communal est couvert par les schémas d'aménagement et de gestion des eaux (SAGE) « Dordogne Atlantique » et « Isle - Dronne ». Le SAGE « Dordogne Atlantique », dont le territoire correspond au sous‐bassin le plus aval du bassin versant de la Dordogne (aval de la confluence Dordogne - Vézère)., d'une superficie de 2 700 km2 est en cours d'élaboration. La structure porteuse de l'élaboration et de la mise en œuvre est l'établissement public territorial de bassin de la Dordogne (EPIDOR). Le SAGE « Isle - Dronne », dont le territoire regroupe les bassins versants de l'Isle et de la Dronne, d'une superficie de 7 500 km2, a été approuvé le 2 août 2021. La structure porteuse de l'élaboration et de la mise en œuvre est également l'EPIDOR. Ils définissent chacun sur leur territoire les objectifs généraux d’utilisation, de mise en valeur et de protection quantitative et qualitative des ressources en eau superficielle et souterraine, en respect des objectifs de qualité définis dans le troisième SDAGE  du Bassin Adour-Garonne qui couvre la période 2022-2027, approuvé le 10 mars 2022.
La quasi-totalité du territoire communal correspond au bassin versant du Caudeau et dépend donc du SAGE Dordogne Atlantique. Seules quelques petites zones ,au nord-ouest, au nord et au nord-est, font partie du bassin de la Crempse et sont rattachées au SAGE Isle - Dronne.
La qualité des eaux de baignade et des cours d’eau peut être consultée sur un site dédié géré par les agences de l’eau et l’Agence française pour la biodiversité.

### Climat
Pour des articles plus généraux, voir Climat de la Nouvelle-Aquitaine et Climat de la Dordogne.
Historiquement, la commune est exposée à un climat océanique aquitain.  
En 2020, Météo-France publie une typologie des climats de la France métropolitaine dans laquelle la commune est exposée à un climat océanique altéré et est dans la région climatique  Aquitaine, Gascogne, caractérisée par une pluviométrie abondante au printemps, modérée en automne, un faible ensoleillement au printemps, un été chaud (19,5 °C), des vents faibles, des brouillards fréquents en automne et en hiver et des orages fréquents en été (15 à 20 jours).
Pour la période 1971-2000, la température annuelle moyenne est de 12,5 °C, avec  une amplitude thermique annuelle de 15,3 °C. Le cumul annuel moyen de précipitations est de 871 mm, avec 11,8 jours de précipitations en janvier et 6,7 jours en juillet. Pour la période 1991-2020, la température moyenne annuelle observée sur la station météorologique la plus proche, située sur la commune de Bergerac à 16 km à vol d'oiseau, est de 13,2 °C et le cumul annuel moyen de précipitations est de 792,9 mm,. Pour l'avenir, les paramètres climatiques de la commune estimés pour 2050 selon différents scénarios d’émission de gaz à effet de serre sont consultables sur un site dédié publié par Météo-France en novembre 2022.

### Milieux naturels et biodiversité

#### Espaces protégés
La protection réglementaire est le mode d’intervention le plus fort pour préserver des espaces naturels remarquables et leur biodiversité associée,.
La commune fait partie du bassin de la Dordogne, un territoire d'une superficie de 24 000 km2 reconnu réserve de biosphère par l'UNESCO en juillet 2012 et se situe dans sa « zone de transition ».

#### Réseau Natura 2000
Le réseau Natura 2000 est un réseau écologique européen de sites naturels d'intérêt écologique élaboré à partir des directives habitats et oiseaux, constitué de zones spéciales de conservation (ZSC) et de zones de protection spéciale (ZPS).
Aucun site Natura 2000 n'a été défini sur la commune.

#### Zones naturelles d'intérêt écologique, faunistique et floristique
L'inventaire des zones naturelles d'intérêt écologique, faunistique et floristique (ZNIEFF) a pour objectif de réaliser une couverture des zones les plus intéressantes sur le plan écologique, essentiellement dans la perspective d’améliorer la connaissance du patrimoine naturel national et de fournir aux différents décideurs un outil d’aide à la prise en compte de l’environnement dans l’aménagement du territoire.
En 2022, aucune ZNIEFF n'est recensée sur la commune d’après l'INPN.

## Urbanisme

### Typologie
Au 1er janvier 2024, Saint-Martin-des-Combes est catégorisée commune rurale à habitat très dispersé, selon la nouvelle grille communale de densité à 7 niveaux définie par l'Insee en 2022.
Elle est située hors unité urbaine. Par ailleurs la commune fait partie de l'aire d'attraction de Bergerac, dont elle est une commune de la couronne,. Cette aire, qui regroupe 73 communes, est catégorisée dans les aires de 50 000 à moins de 200 000 habitants,.

### Occupation des sols
L'occupation des sols de la commune, telle qu'elle ressort de la base de données européenne d’occupation biophysique des sols Corine Land Cover (CLC), est marquée par l'importance des forêts et milieux semi-naturels (60,5 % en 2018), une proportion sensiblement équivalente à celle de 1990 (60,8 %). La répartition détaillée en 2018 est la suivante : 
forêts (59,4 %), prairies (26,1 %), zones agricoles hétérogènes (12,5 %), milieux à végétation arbustive et/ou herbacée (1,1 %), terres arables (0,9 %). L'évolution de l’occupation des sols de la commune et de ses infrastructures peut être observée sur les différentes représentations cartographiques du territoire : la carte de Cassini (XVIIIe siècle), la carte d'état-major (1820-1866) et les cartes ou photos aériennes de l'IGN pour la période actuelle (1950 à aujourd'hui).

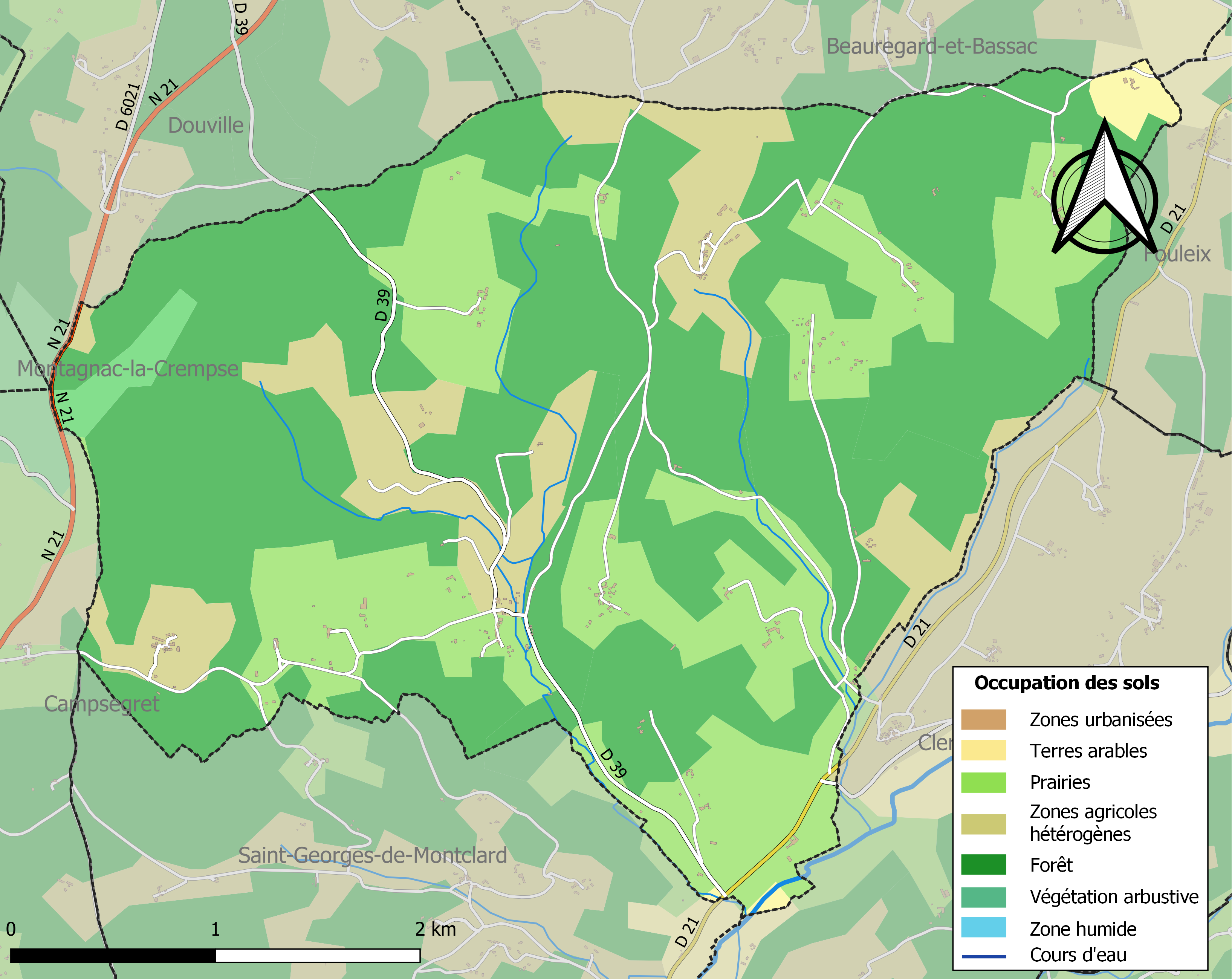
Carte des infrastructures et de l'occupation des sols de la commune en 2018 (CLC).

### Villages, hameaux et lieux-dits
Outre le petit bourg de Saint-Martin-des-Combes proprement dit, le territoire se compose d'autres villages ou hameaux, ainsi que de lieux-dits :
- Bardy
- la Bernardière
- la Bessède
- la Beylie
- le Breuilh
- Casetat
- la Chartreuse de Lapeyrouse
- la Combe des Bois
- la Coste
- la Crabouille
- le Dougnou
- Engunaud
- Farinièras
- la Feuillade
- la Garaubie
- la Gaubertie
- la Grande Borie
- Grange Neuve
- le Greil
- les Landes
- Maison Neuve
- Maison Neuve[Note 5]
- la Martigne
- les Mondis
- le Moulin de Gravier
- la Mouline
- le Mourier
- le Pargnant
- le Petit Casetat
- la Poulgue
- le Pressoir
- les Quatre Bornes
- le Rieu Mort
- la Roque
- la Roque Basse
- les Rouquettes
- la Sabatie
- le Theulet
- Tous Vents
- Vézillac
- le Vignal
- Viot.

### Prévention des risques
Le territoire de la commune de Saint-Martin-des-Combes est vulnérable à différents aléas naturels : météorologiques (tempête, orage, neige, grand froid, canicule ou sécheresse), inondations, feux de forêts, mouvements de terrains et séisme (sismicité très faible). Il est également exposé à un risque technologique,  le transport de matières dangereuses. Un site publié par le BRGM permet d'évaluer simplement et rapidement les risques d'un bien localisé soit par son adresse soit par le numéro de sa parcelle.

#### Risques naturels
Certaines parties du territoire communal sont susceptibles d’être affectées par le risque d’inondation par débordement de cours d'eau, notamment le Caudeau. La commune a été reconnue en état de catastrophe naturelle au titre des dommages causés par les inondations et coulées de boue survenues en 1982, 1983, 1988 et 1999,. Le risque inondation est pris en compte dans l'aménagement du territoire de la commune par le biais du plan de prévention des risques inondation (PPRI) de la « vallée du Caudeau », couvrant 14 communes et approuvé le 11 septembre 2015, pour les crues du Caudeau,.
Saint-Martin-des-Combes est exposée au risque de feu de forêt. L’arrêté préfectoral du 14 mars 2013 fixe les conditions de pratique des incinérations et de brûlage dans un objectif de réduire le risque de départs d’incendie. À ce titre, des périodes sont déterminées : interdiction totale du 15 février au 15 mai et du 15 juin au 15 octobre, utilisation réglementée du 16 mai au 14 juin et du 16 octobre au 14 février. En septembre 2020, un plan inter-départemental de protection des forêts contre les incendies (PidPFCI) a été adopté pour la période 2019-2029,.

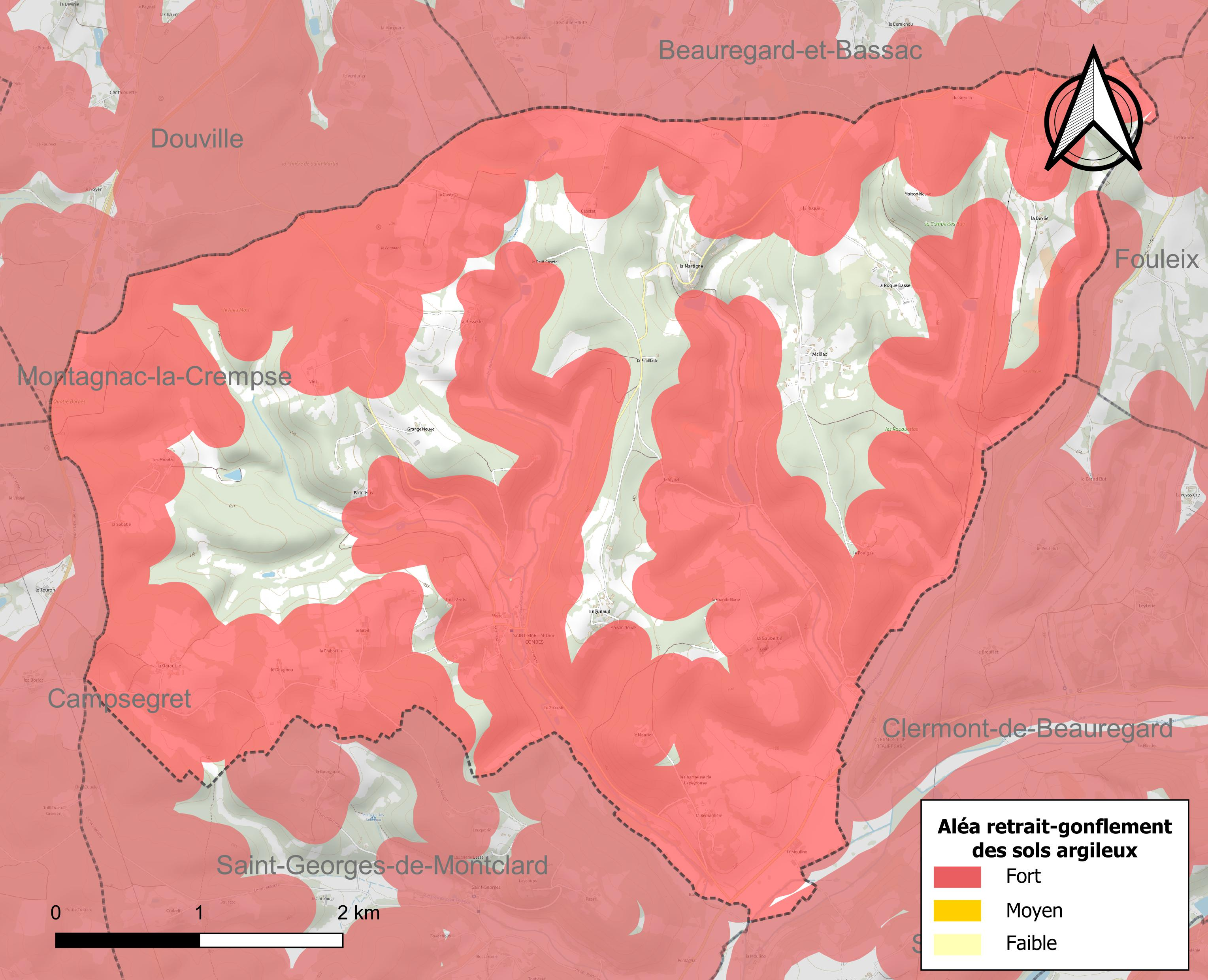
Carte des zones d'aléa retrait-gonflement des sols argileux de Saint-Martin-des-Combes.

Les mouvements de terrains susceptibles de se produire sur la commune sont des tassements différentiels. Le retrait-gonflement des sols argileux est susceptible d'engendrer des dommages importants aux bâtiments en cas d’alternance de périodes de sécheresse et de pluie. 73,7 % de la superficie communale est en aléa moyen ou fort (58,6 % au niveau départemental et 48,5 % au niveau national métropolitain). Depuis le 1er octobre 2020, en application de la loi ÉLAN, différentes contraintes s'imposent aux vendeurs, maîtres d'ouvrages ou constructeurs de biens situés dans une zone classée en aléa moyen ou fort,.
La commune a été reconnue en état de catastrophe naturelle au titre des dommages causés par la sécheresse en 1989 et 2011 et par des mouvements de terrain en 1999.

## Toponymie
La première mention écrite connue du lieu date de 1197 sous la forme latine Sanctus Martinus de Combis noté dans le cartulaire de l'abbaye de La Sauve-Majeure.
La première partie du nom fait référence à saint Martin, évêque de Tours au IVe siècle. La seconde partie vient de l'occitan comba représentant une « combe », un vallon encaissé.
En occitan, la commune se nomme Sent Martin dei Combas,.
Une ancienne commune de l'Hérault, rattachée à Octon en 1963, porte le même nom de Saint-Martin-des-Combes.

## Histoire
Au XIIe siècle, deux prieurés bénédictins, tous deux affiliés à l'abbaye de La Sauve-Majeure, existaient sur l'actuel territoire communal, à Saint Martin des Combes et à la Vergne. En 1690, la Vergne était le siège de la paroisse Saint-Jacques de Vergne,  dont Saint-Martin-des-Combes était une annexe.
En 1301 est attesté le repaire noble de Cozens (du Cousin) dont dépendaient les fiefs de la Bourdarie et Cante-Gougol ; en 1401, il est attesté que quatre autres fiefs, Cazetas, la Griffonie, la Palavizinie et Peyrelevade, dépendaient du repaire de Cozens.
Saint-Martin-des-Combes fait partie des nombreuses communes créées à la Révolution française, succédant à une paroisse du diocèse de Périgueux.

## Politique et administration

### Rattachements administratifs et électoraux
Dès 1790, la commune de Saint-Martin-des-Combes est rattachée au canton de Montagnac qui dépend du district de Bergerac jusqu'en 1795, date de suppression des districts. En 1801, le canton est rattaché à l'arrondissement de Bergerac. Le canton de Montagnac est ensuite renommé en canton de Villamblard l'année suivante, à la suite du transfert du chef-lieu de canton depuis Montagnac vers Villamblard.
Dans le cadre de la réforme de 2014 définie par le décret du 21 février 2014, ce canton disparaît aux élections départementales de mars 2015. La commune est alors rattachée électoralement au canton du Périgord central pour l'élection des conseillers départementaux à partir de 2015.
En 2017, Saint-Martin-des-Combes est rattachée à l'arrondissement de Périgueux,.
Pour les élections législatives, la commune fait partie de la deuxième circonscription de la Dordogne.

### Intercommunalité
Fin 2001, Saint-Martin-des-Combes intègre dès sa création la communauté de communes du Pays de Villamblard. Celle-ci disparaît au 31 décembre 2016, remplacée au 1er janvier 2017 par la communauté de communes Isle et Crempse en Périgord.

### Administration municipale
La population de la commune étant comprise entre 100 et 499 habitants au recensement de 2017, onze conseillers municipaux ont été élus en 2020,.

### Liste des maires

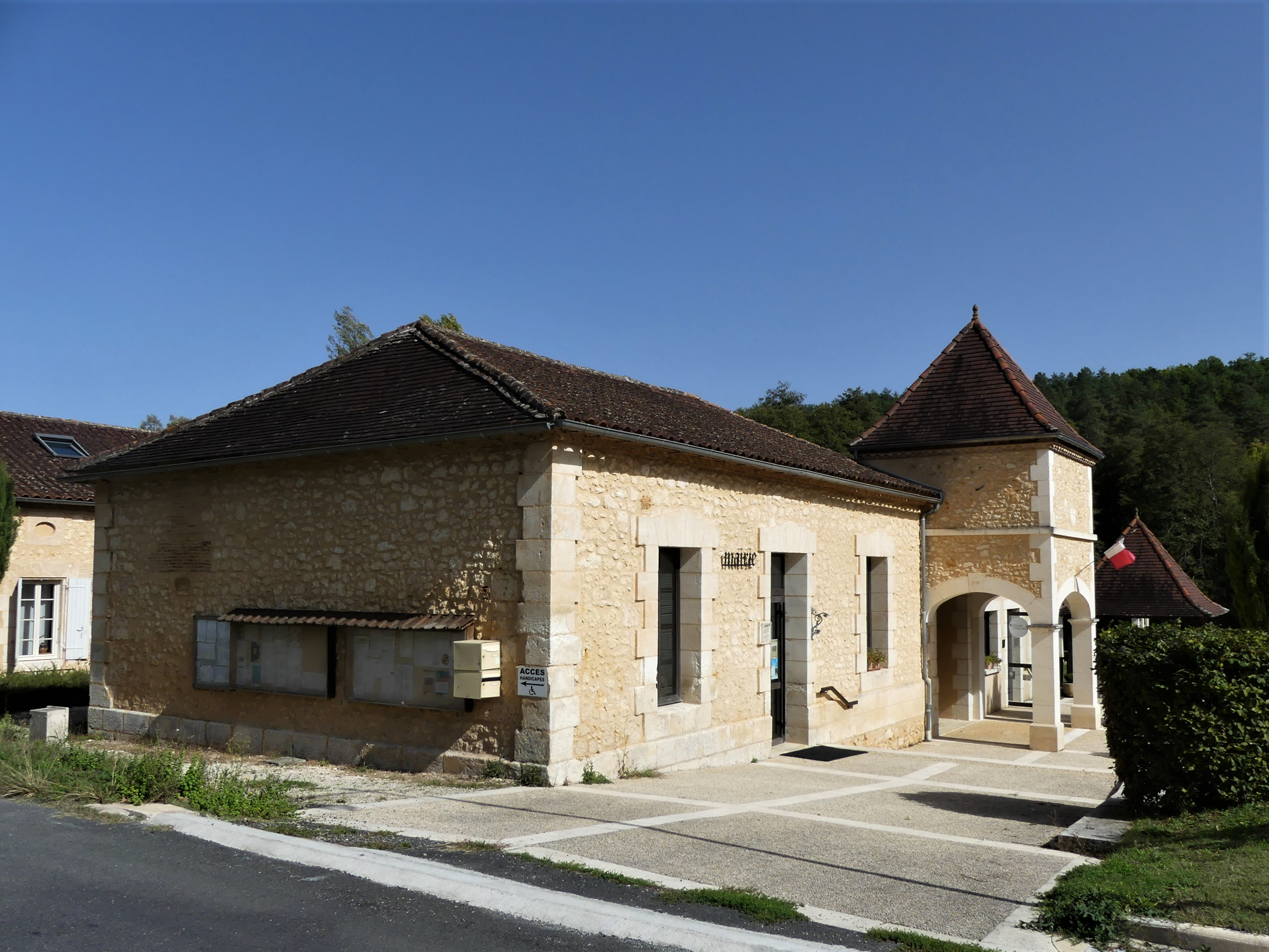
La mairie en 2022.

| Période                                  | Période   | Identité           | Étiquette | Qualité                           |
| ---------------------------------------- | --------- | ------------------ | --------- | --------------------------------- |
| Les données manquantes sont à compléter. |           |                    |           |                                   |
|                                          |           |                    |           |                                   |
| 1971                                     | mars 2008 | Georges Massias    | DVD       |                                   |
| mars 2008                                | mai 2020  | Hervé Durst        | SE        | Directeur des ressources humaines |
| mai 2020                                 | En cours  | François Ritlewski |           |                                   |

## Équipements et services publics

### Justice
En 2023, dans le domaine judiciaire, Saint-Martin-des-Combes relève : 
- du tribunal judiciaire, du tribunal pour enfants, du conseil de prud'hommes et du tribunal de commerce de Bergerac ;
- du tribunal judiciaire de Périgueux (compétent uniquement dans le domaine de la nationalité) ;
- de la cour d'appel, du tribunal administratif et de la cour administrative d'appel de Bordeaux.

## Population et société

### Démographie
Les habitants de Saint-Martin-des-Combes se nomment les Martinets Combois.
L'évolution du nombre d'habitants est connue à travers les recensements de la population effectués dans la commune depuis 1793. Pour les communes de moins de 10 000 habitants, une enquête de recensement portant sur toute la population est réalisée tous les cinq ans, les populations de référence des années intermédiaires étant quant à elles estimées par interpolation ou extrapolation. Pour la commune, le premier recensement exhaustif entrant dans le cadre du nouveau dispositif a été réalisé en 2006.

En 2022, la commune comptait 203 habitants, en évolution de +7,98 % par rapport à 2016 (Dordogne : +0,37 %, France hors Mayotte : +2,11 %).
| 1793 | 1800 | 1806 | 1821 | 1831 | 1836 | 1841 | 1846 | 1851 |
| ---- | ---- | ---- | ---- | ---- | ---- | ---- | ---- | ---- |
| 581  | 545  | 554  | 545  | 627  | 614  | 600  | 626  | 627  |

| 1856 | 1861 | 1866 | 1872 | 1876 | 1881 | 1886 | 1891 | 1896 |
| ---- | ---- | ---- | ---- | ---- | ---- | ---- | ---- | ---- |
| 596  | 574  | 548  | 545  | 547  | 553  | 488  | 466  | 427  |

| 1901 | 1906 | 1911 | 1921 | 1926 | 1931 | 1936 | 1946 | 1954 |
| ---- | ---- | ---- | ---- | ---- | ---- | ---- | ---- | ---- |
| 400  | 407  | 331  | 264  | 243  | 248  | 236  | 261  | 206  |

| 1962 | 1968 | 1975 | 1982 | 1990 | 1999 | 2006 | 2011 | 2016 |
| ---- | ---- | ---- | ---- | ---- | ---- | ---- | ---- | ---- |
| 197  | 150  | 132  | 134  | 151  | 180  | 193  | 188  | 188  |

| 2021 | 2022 | - | - | - | - | - | - | - |
| ---- | ---- | - | - | - | - | - | - | - |
| 200  | 203  | - | - | - | - | - | - | - |

## Économie

### Emploi
En 2019, parmi la population communale comprise entre 15 et 64 ans, les actifs représentent 79 personnes, soit 40,9 % de la population municipale. Le nombre de chômeurs (onze) a diminué par rapport à 2013 (treize) et le taux de chômage de cette population active s'établit à 14,3 %.

### Établissements
Au 31 décembre 2015, la commune compte 21 établissements, dont neuf au niveau des commerces, transports ou services, cinq dans la construction, cinq dans l'agriculture, la sylviculture ou la pêche, un dans l'industrie, et un relatif au secteur administratif.

## Culture locale et patrimoine

### Lieux et monuments
- Le château de la Gaubertie du XVe siècle, restauré aux XVIIe et XIXe siècles, est inscrit au titre des monuments historiques depuis 1993[70]. Il a été édifié sur une ferme fortifiée du nom de « la Borie », vassale des seigneurs de Clermont[71]. La chapelle du château a été bénite en 1676[50].
- Le Mourier est un ancien repaire noble périgordin attesté en 1487[72], et restauré en 2011.
- L'église Saint-Martin est de styles roman et gothique[73].
- Halle et lavoir dans le bourg.

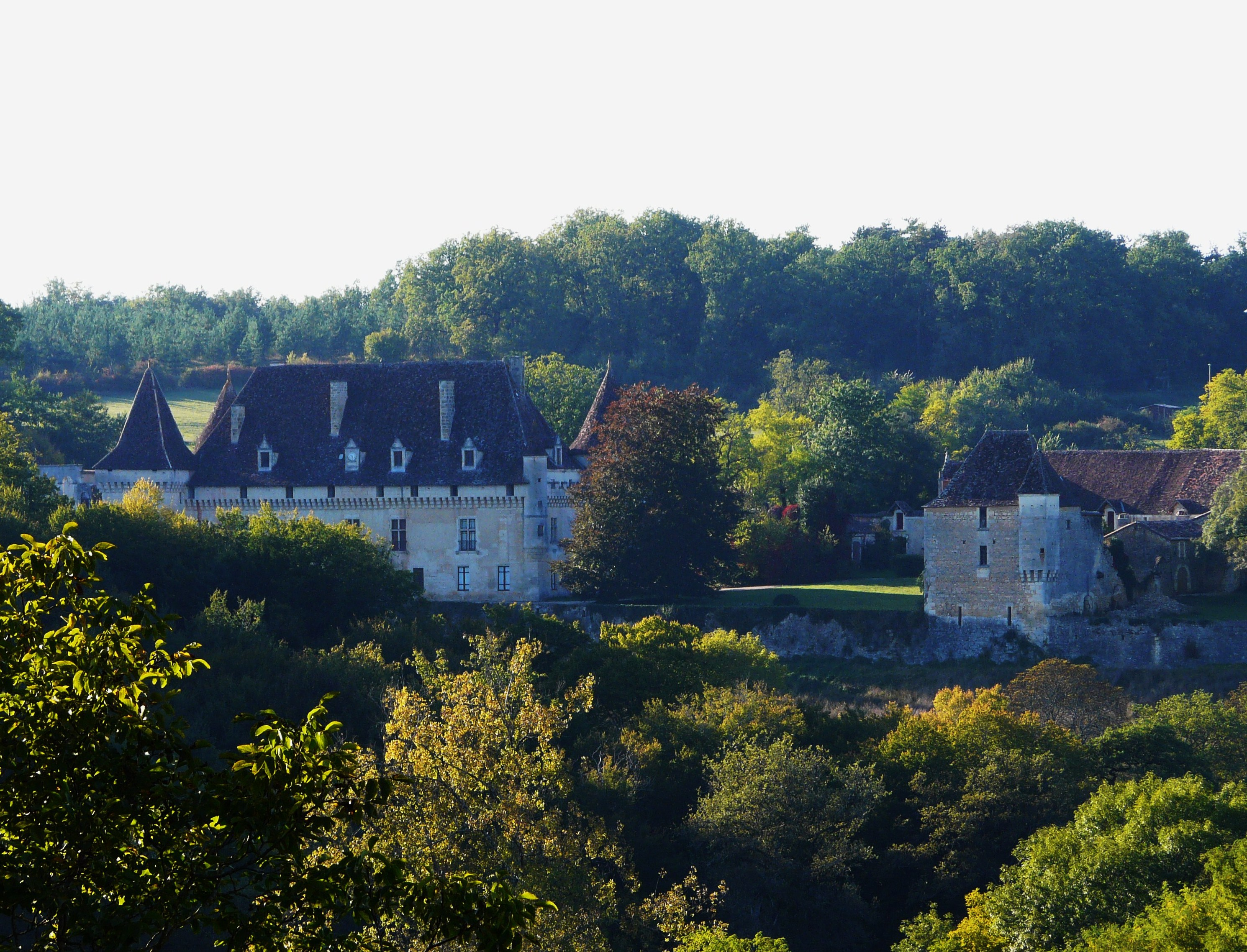
Le château de la Gaubertie.
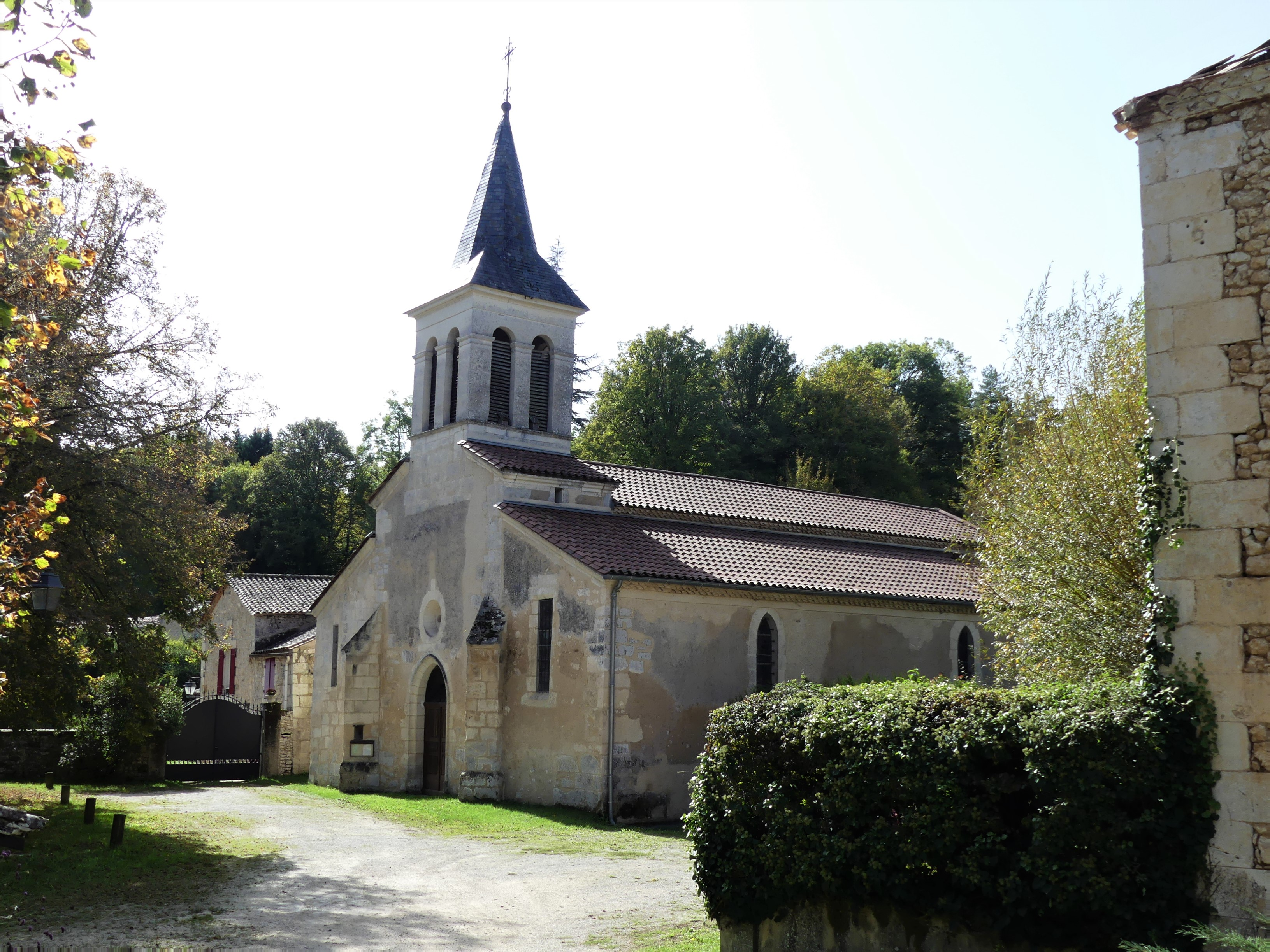
L'église Saint-Martin.
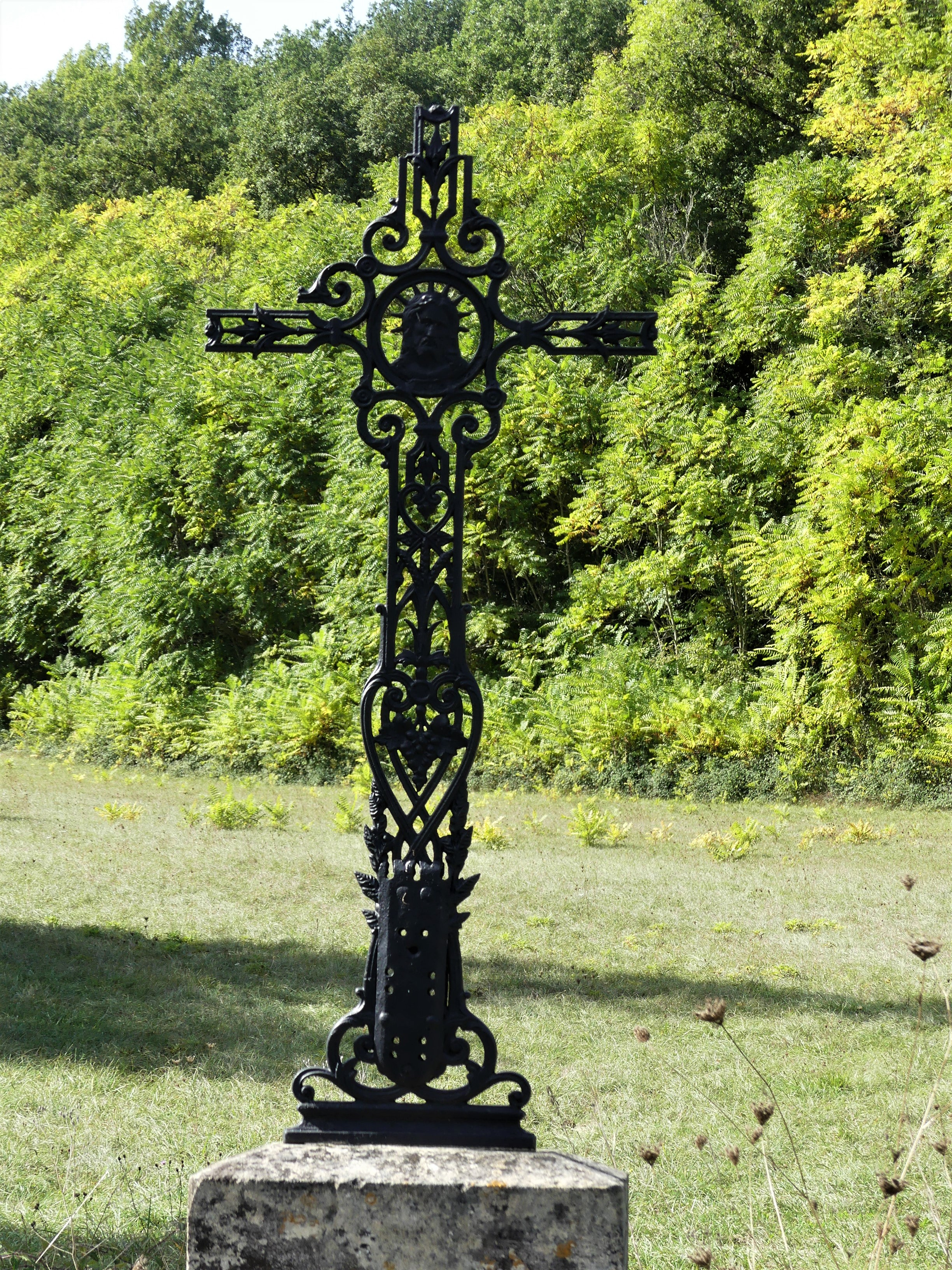
La croix à l'ouest du bourg.
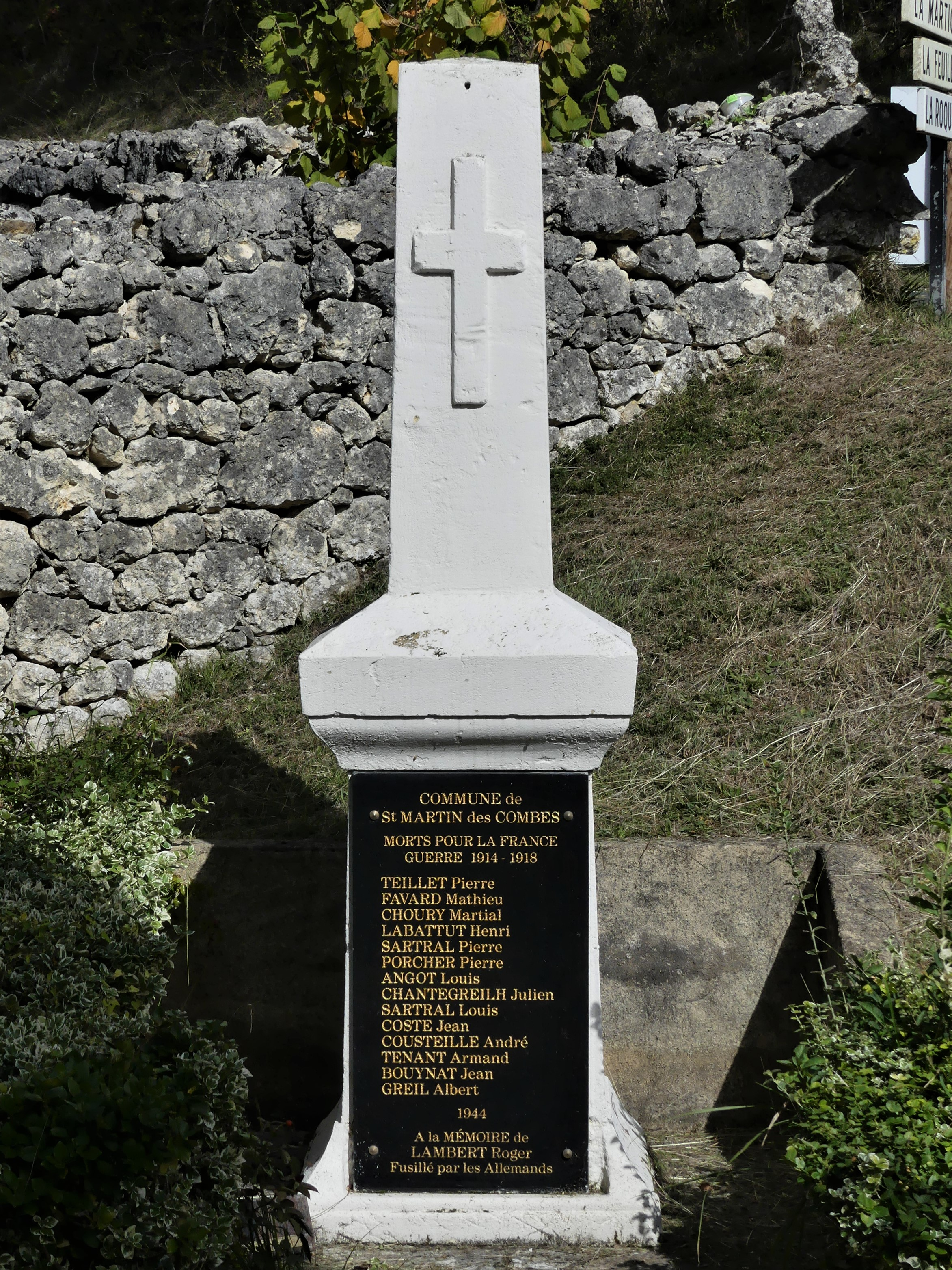
Le monument aux morts.
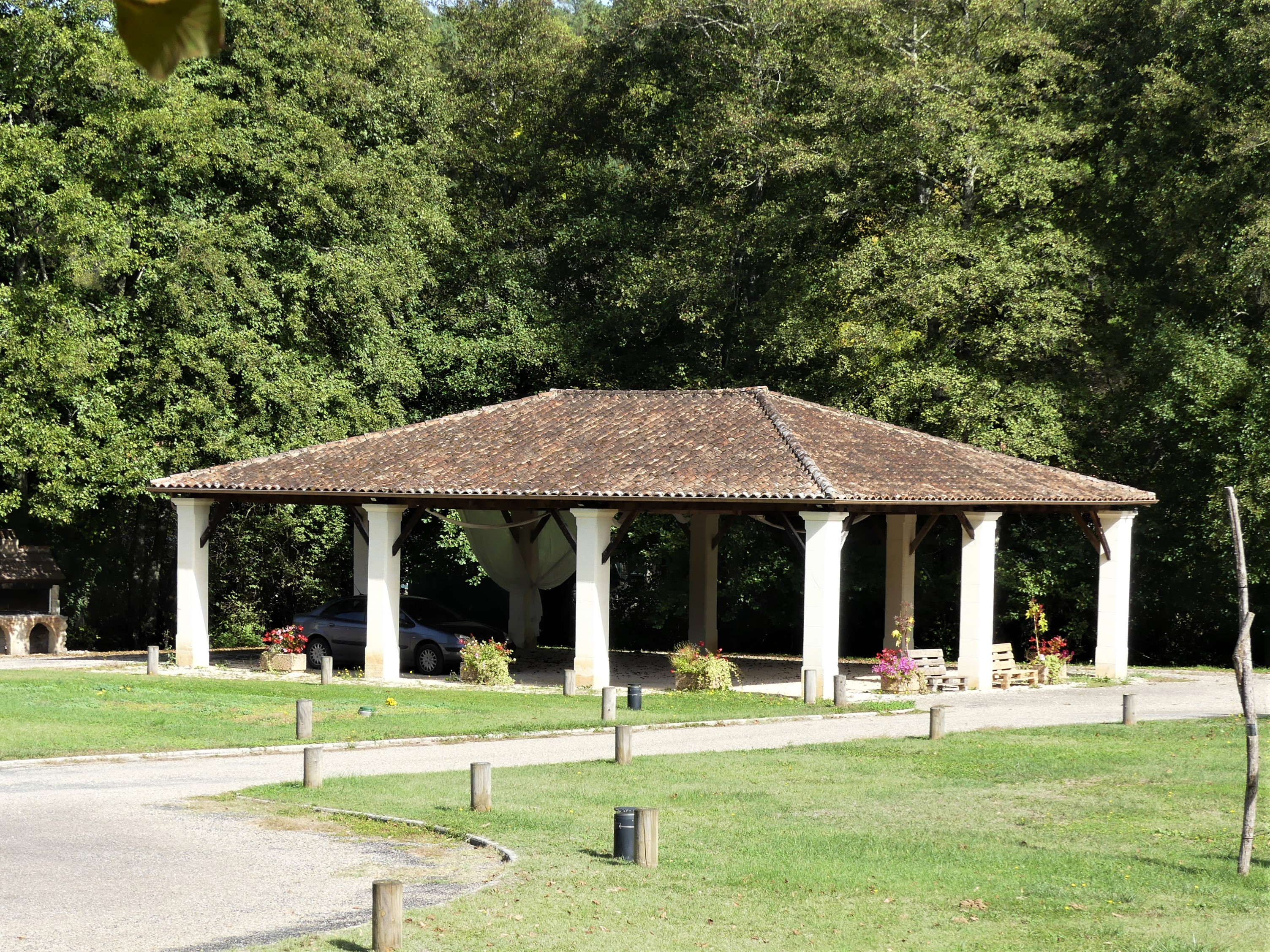
La halle du bourg.
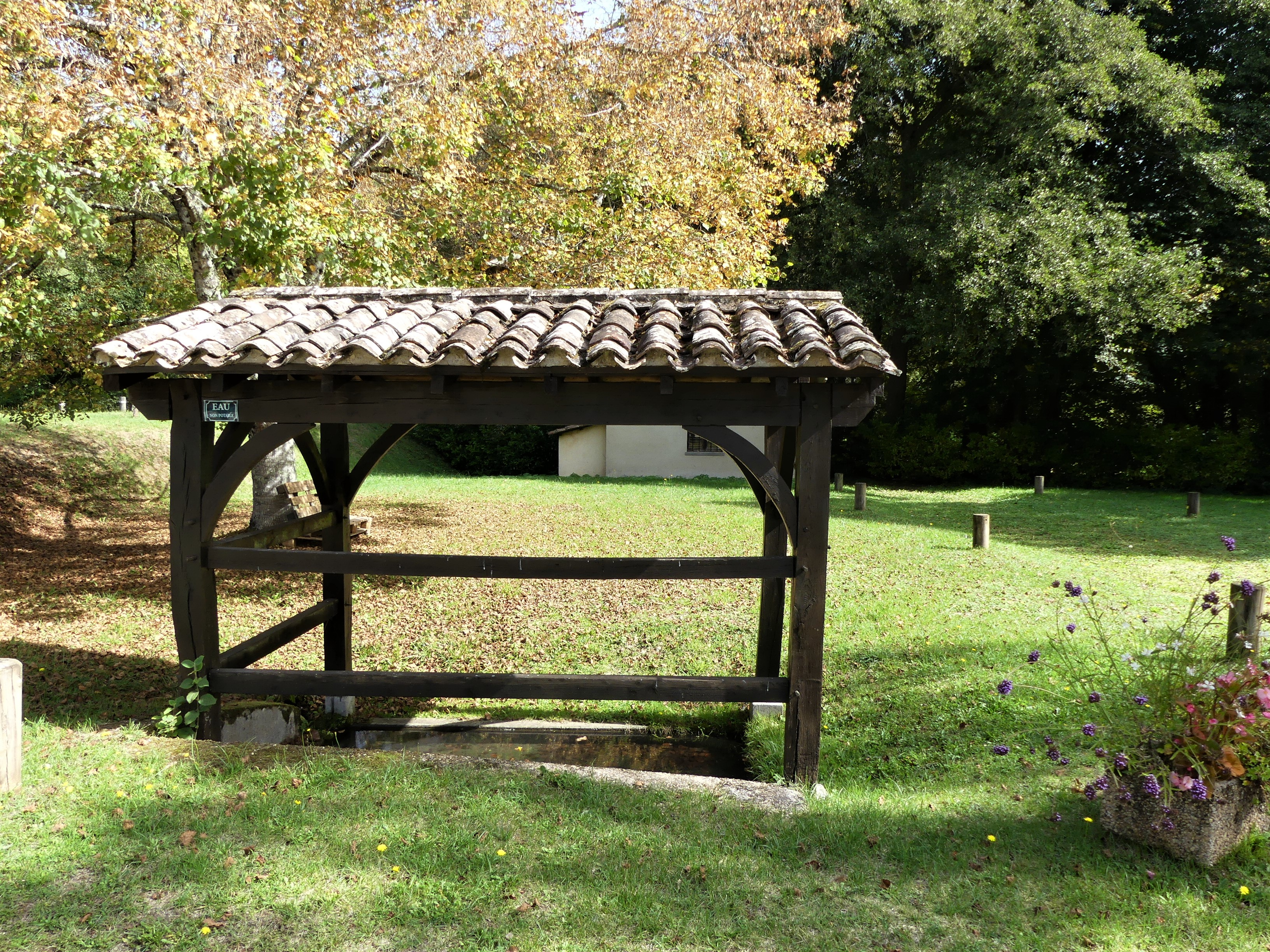
Le lavoir du bourg.

### Héraldique
| Blason de Saint-Martin-des-Combes | Blason  | De gueules à une épée d'argent accompagnée de trois lionceaux d'or, armés, lampassés et couronnés d'azur ; chaussé d'azur chargé à dextre d'une tour d'argent, maçonnée de sable, et à senestre d'un protomé (de cerf) d'argent. |
| Blason de Saint-Martin-des-Combes | Détails | Présent sur le site de la mairie. |

## Pour approfondir